# Montagrier
Montagrier – miejscowość i gmina we Francji, w regionie Nowa Akwitania, w departamencie Dordogne.
Według danych na rok 1990 gminę zamieszkiwało 397 osób, a gęstość zaludnienia wynosiła 28 osób/km² (wśród 2290 gmin Akwitanii Montagrier plasuje się na 794. miejscu pod względem liczby ludności, natomiast pod względem powierzchni na miejscu 806.).